# Symitha indicatella
Symitha indicatella är en fjärilsart som beskrevs av Emilio Berio 1956/57. Symitha indicatella ingår i släktet Symitha och familjen trågspinnare. Inga underarter finns listade i Catalogue of Life.